# Dusun Tua (Pangkalan Lesung)
Dusun Tua is een bestuurslaag in het regentschap Pelalawan van de provincie Riau, Indonesië. Dusun Tua telt 1307 inwoners (volkstelling 2010).